# Hockey Club Asiago 1967-1968
Questa pagina contiene i dati relativi alla stagione hockeystica 1967-1968 della società di hockey su ghiaccio HC Asiago.

## Campionato
- Piazzamento: 1º posto in serie C e promozione in serie B.

## Roster
- Maurizio Benetti
- Franco Frigo
- Mario Lievore
- Corrado Pertile
- Antonio Rigoni
- Flavio Rigoni
- Vittorio Rigoni
- Fortunato Rossi
- Alberto Scaggiari
- Mariano Stefani
- Ugo Turra

### Allenatore
?